# Тепловка (Днепропетровская область)
Тепловка (укр. Теплівка) — село, Саксаганский сельский совет, Криничанский район, Днепропетровская область, Украина.
Код КОАТУУ — 1222082504. Население по переписи 2001 года составляло 421 человек.

## Географическое положение
Село Тепловка находится у истоков реки Саксагань, в 0,5 км от посёлка Адамовское и в 1,5 км от сёл Саксаганское и Зелёная Долина. По селу протекает пересыхающий ручей с запрудой. Рядом проходят автомобильная дорога Т-0429 и железная дорога, станция Адамовское в 0,5 км.